# Màn hình plasma
Màn hình plasma (plasma display panel / PDP) là một loại màn hình phẳng sử dụng các tế bào nhỏ chứa plasma: khí ion hóa phản ứng với điện trường.
Cho đến khoảng năm 2007, màn hình plasma thường được sử dụng trong TV lớn (30 inch (76 cm) và lớn hơn). Kể từ đó, màn hình plasma đã mất gần như toàn bộ thị phần do sự cạnh tranh từ màn hình LCD giá rẻ và màn hình phẳng OLED đắt tiền hơn nhưng có độ tương phản cao. Sản xuất màn hình plasma cho thị trường bán lẻ Hoa Kỳ đã kết thúc vào năm 2014, và sản xuất cho thị trường Trung Quốc kết thúc vào năm 2016. 

## Đặc điểm chung
Màn hình plasma sáng (1.000 lux hoặc cao hơn cho mô-đun), có gam màu rộng và có thể được sản xuất với kích thước khá lớn, cách xa tới 3,8 mét (150 in) theo đường chéo. Chúng có mức độ đen "phòng tối" rất chói so với màu xám nhạt của các phần không được chiếu sáng của màn hình LCD. (Vì bảng plasma được chiếu sáng cục bộ và không cần đèn nền, màu đen sẽ đen hơn trên màn hình plasma và màu xám trên màn hình LCD.) TV LCD có đèn nền LED đã được phát triển để giảm sự khác biệt này. Bảng điều khiển hiển thị dày khoảng 6 cm (2,4 in), thường cho phép tổng độ dày của thiết bị (bao gồm cả thiết bị điện tử) nhỏ hơn 10 cm (3,9 in). Mức tiêu thụ năng lượng thay đổi lớn theo nội dung hình ảnh, với cảnh sáng sẽ tiêu thụ nhiều năng lượng hơn đáng kể so với mức tối hơn - điều này cũng đúng với CRT cũng như màn hình LCD hiện đại nơi điều chỉnh độ sáng của đèn nền LED. Plasma dùng để chiếu sáng màn hình có thể đạt tới nhiệt độ ít nhất 1200 °C (2200 °F). Tiêu thụ điện năng điển hình là 400 watt cho màn hình 127 cm (50 in). Hầu hết các màn hình được đặt ở chế độ "mua sắm" theo mặc định, nó tiêu thụ ít nhất gấp đôi công suất (khoảng 500 công suất 700 watt) của cài đặt "nhà" có độ sáng cực thấp. Tuổi thọ của thế hệ màn hình plasma mới nhất được ước tính là 100.000 giờ (11 năm) thời gian hiển thị thực tế, hoặc 27 năm ở mức 10 giờ mỗi ngày. Đây là thời gian ước tính mà độ sáng hình ảnh tối đa giảm xuống một nửa giá trị ban đầu.
Màn hình plasma được làm từ kính, có thể gây chói trên màn hình từ các nguồn sáng gần đó. Hiện tại, tấm plasma không thể được sản xuất kinh tế ở kích thước màn hình nhỏ hơn 82 xentimét (32 in). Mặc dù một số công ty đã có thể tạo ra TV có độ phân giải plasma (EDTV) nhỏ như vậy, thậm chí ít hơn đã tạo ra HDTV plasma 32 inch. Với xu hướng công nghệ truyền hình màn hình lớn, kích thước màn hình 32 inch đang nhanh chóng biến mất. Mặc dù được coi là cồng kềnh và dày so với các đối tác LCD, một số màn hình như Z1 của Panasonic và B860 series của Samsung mỏng 2.5 cm làm cho chúng có thể so sánh với LCD về mặt này.
Các công nghệ màn hình cạnh tranh bao gồm ống tia âm cực (CRT), diode phát sáng hữu cơ (OLED), máy chiếu CRT, AMLCD, DLP xử lý ánh sáng kỹ thuật số, SED-tv, màn hình LED, màn hình phát xạ trường (Fed) và màn hình chấm lượng tử (QLED).